# Kleine Ring (Bruxelles)
Bruxelles Kleine Ring (fr: petite ceinture) eller indre ringgade er en række gader i det indre af Bruxelles i Belgien rundt om det historiske bycentrum. Den blev bygget der, hvor den 2. bymur, som stammede fra det 16. århundrede lå rundt om Bruxelles, efter at bymurene var blevet revet ned. Kleine Ring og området indenfor det kaldes ofte for pentagon, da det har en femkantet form. Ringvejen er omkring 8 km lang. 
Under den anden etape af tildækningen af Zenne floden i det 20. århundrede blev floden ført under de vestlige boulevarder af Kleine Ring. Det betød at hovedtunnelserne, som tidligere havde indeholdt vand, hereftger kunne bruges ved konstruktionen af Bruxelles præmetro, med minimale forstyrrelser af overfladen. 

## Historie
I det 16. århundrede havde Bruxelles fået en 2. bymur, som var bygget for at give plads til den voksende by. Der var 8 porte, hvoraf mange har givet navn til pladser og vejkryds langs vejens forløb. 
Murene viste sig temmelig ubrugelige i kamp, og var ikke i stand til at forhindre hverken det franske bombardement af Bruxelles i 1695 eller at franske tropper indtog byen  i 1746 under den Østrigske arvefølgekrig. Efter denne krig lå forsvarsværkerne i ruiner. På dette tidspunkt var belejringer ikke længere en vigtig del af krigsførelsen. På grund af væksten i handel og veje nåede man frem til at fæstningsværkerne ikke havde anden effekt end at bremse trafikken ind og ud af byen. 
I 1782 besluttede det tyske riges kejser Josef 2. at hovedparten af fæstningsværkerne i Nederlandene skulle rives ned, herunder dem i Bruxelles. Nedrivningen af de ydre befæstninger blev indledt i byens østlige del. I 1795 da Frankrig invaderede og annekterede Nederlandene blev nedrivningen standset, og den blev først genoptaget efter ordre fra kejser Napoleon i 1804. Laeken porten blev ødelagt i 1808. Ved en ordinans af 19. maj 1810 beordrede den franske kejser, at murene skulle brydes ned og erstattes af boulevarder med en median i centrum. Det første franske kejserdømmes fald forhindrede at projektet straks blev gennemført. 
Da freden vendte tilbage organiserede myndighederne i 1818 en konkurrence om planer for nedrivning af murene og erstatning af dem med boulevarder, som var passende for det moderne liv i byen. Forslaget fra Jean-Baptiste Vifquain endte med at blive valgt. Det indebar etablering af pladser og boulevarder med plads til at spadsere og to til fire rækker træer langs med ruten, en hovedgade og parallelle sidegader. En barriere med en grøft langs med, var stadig inkluderet, og toldboder ved indgangen for at tillade beskatning af varer, som kom ind i byen. Arbejdet skulle finansieres ved at sælge det land, som blev frigjort, selv om det tog over 20 år at gennemføre. 
Med det stigende pres fra bilerne blev der i 1950'erne gennemført nye planer, for at forbedre trafik gennemstrømningen, til dels på grund af Verdensudstillingen Expo '58. Senere blev der gravet tunneler og en af hovedlinjerne i Bruxelles Metro løber nu i hovedsagen under Kleine Ring. 

## Ring 20
Alle ringgader i Belgien har navnet ring. Bruxelles har tre ringgader: Ring 0 som løber uden om Bruxelles området, Ring 21, som er en mellemting, og Ring 20, som er den inderste, der omfatter Kleine Ring, med en forlængelse langs boulevard Léopold II / Leopold II laan og avenue Charles Quint / Karel de Vijfdelaan, hele vejen til R0.

## Veje som udgør Kleine Ring
- A – Boulevard Léopold II / Leopold II laan
- B – Boulevard Baudouin / Boudewijnlaan
- C – Boulevard d’Anvers / Antwerpselaan
- D – Avenue du Boulevard / Boulevardlaan
- E – Boulevard du Jardin Botanique / Kruidtuinlaan
- F – Avenue Galilée / Galiléelaan
- G – Boulevard Bisschoffsheim / Bisschoffsheimlaan
- H – Avenue de l’Astronomie / Sterrenkundelaan
- I – Boulevard du Régent / Regentlaan
- J – Avenue des Arts / Kunstlaan
- K – Avenue Marnix / Marnixlaan
- L – Boulevard de Waterloo / Waterloolaan
- M – Avenue de la Toison d’Or / Guldenvlieslaan
- N – Avenue Henri Jaspar / Henri Jasparlaan
- O – Avenue de la Porte de Hal / Hallepoortlaan
- P – Boulevard du Midi / Zuidlaan
- Q – Boulevard Poincaré / Poincarélaan
- R – Boulevard de l’Abattoir / Slachthuislaan
- S – Boulevard Barthélemy / Barthélémylaan
- T – Boulevard de Nieuport / Nieuwpoortlaan
- U – Boulevard du 9e de Ligne / 9de Linielaan

50°51′25″N 4°21′09″Ø / 50.857°N 4.3525°Ø